# 圣茹尔德马雷讷
圣茹尔德马雷讷（法語：Saint-Geours-de-Maremne，法語發音：[sɛ̃ ʒuʁ də maʁɛn]），法国西南部城市，新阿基坦大区朗德省的一个市镇，隶属于达克斯区，其市镇面积为42.9平方公里，2022年1月1日时人口数量为2,946人，在法国城市中排名第4,023位。
圣茹尔德马雷讷位于朗德省西南部，波尔多－伊伦铁路、A63高速公路和多条地方公路在此交汇，是一个区域性的中心城市，自20世纪80年代以来人口数量快速增加。

## 地名来源
“圣茹尔”可能为一名天主教圣人，其生平尚不可考，当地总铎拉法埃尔·拉迈涅尔认为“Geours”对应现代法语人名“Georges”。
圣茹尔德马雷讷所处区域历史上曾通行奥克语加斯科涅方言，“Saint-Geours-de-Maremne”对应的奥克语拼写为“Sent Jors de Maremne”。

## 历史

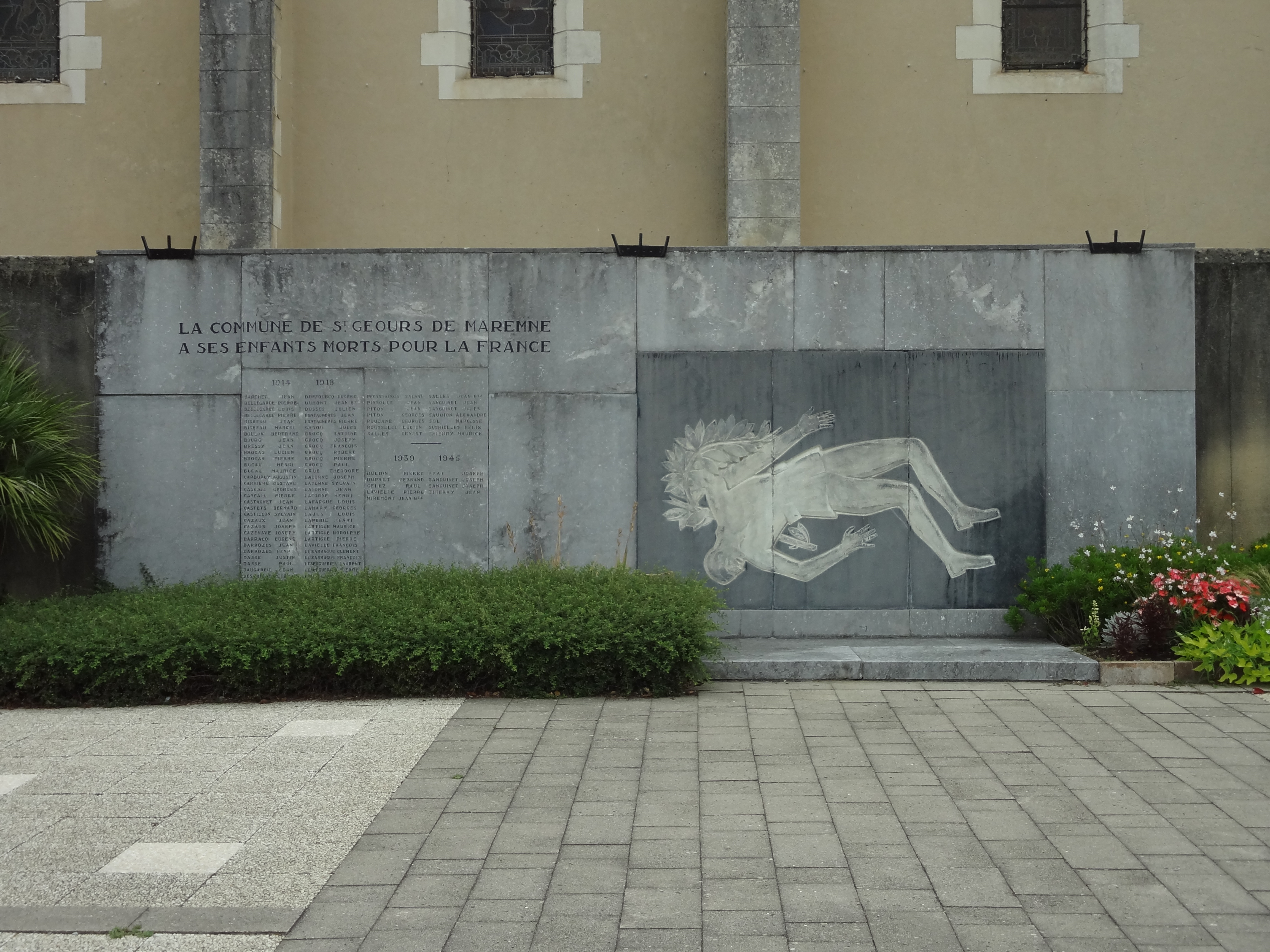
烈士纪念碑

圣茹尔德马雷讷最初被记载于公元12世纪的一份宗教文献中。中世纪时，圣茹尔德马雷讷长期为一处普通农业村落。法国大革命后，圣茹尔德马雷讷成为朗德省的一个市镇。工业革命期间，途径圣茹尔德马雷讷的波尔多－伊伦铁路建成通车。二战结束后，圣茹尔德马雷讷兴建了一处战争烈士纪念碑。自20世纪80年代以来，得益于旅游业的发展，圣茹尔德马雷讷人口数量快速增加，当地出现了多处新兴居民区及疗养院等设施。

## 地理

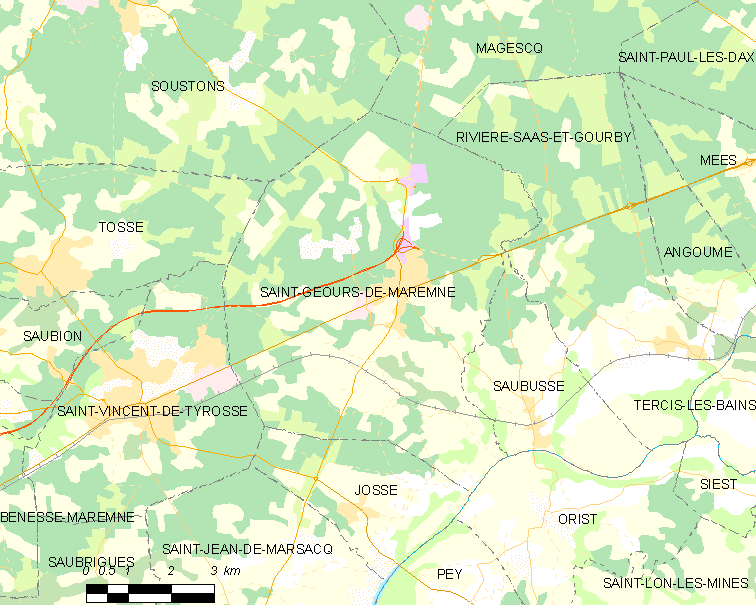
圣茹尔德马雷讷市镇范围地图

圣茹尔德马雷讷位于法国西南部，新阿基坦大区西南部和朗德省西南部，距离省会蒙德马桑大约68公里。与圣茹尔德马雷讷接壤的市镇包括：苏斯通、马热斯克、里维耶尔-萨斯和古尔比、托斯、圣樊尚德蒂罗斯、索比斯、若斯和奥里斯。

### 地形
圣茹尔德马雷讷位于阿基坦平原西南部腹地，境内以平原为主，市镇中心地势较为平坦，东南侧略有起伏，全境海拔在1到66米之间。

### 水文
圣茹尔德马雷讷位于阿杜尔河流域范围内，新穆兰溪（ruisseau du Moulin Neuf）发源于圣茹尔德马雷讷并向东南方向流去。

### 植被
圣茹尔德马雷讷属于温带阔叶混交林区，林地散落分布于市镇范围内的多个区域。
在鲜花城市的评比中，圣茹尔德马雷讷暂未被评级。

### 气候
圣茹尔德马雷讷在柯本气候分类法中属于温带海洋性气候，因其纬度相对较低而又有一定的亚热带特征。

## 行政区划
圣茹尔德马雷讷的市镇编号为40261，邮政编号为40230。
在行政管理方面，圣茹尔德马雷讷隶属于法国新阿基坦大区朗德省达克斯区；在地方选举方面，圣茹尔德马雷讷隶属于南马朗桑县，其市镇范围全境被划入朗德省第二选区；在社会管理方面，圣茹尔德马雷讷是马雷讷南阿杜尔海岸市镇公共社区的组成部分。
截至2023年4月，圣茹尔德马雷讷市镇范围内暂无任何城市敏感街区及城市政策优先街区。
法国国家统计与经济研究所（简称）在进行数据统计时，将圣茹尔德马雷讷市镇单独设为圣茹尔德马雷讷城市核心区（[] 错误：{{Lang}}：无效参数：|3=（帮助））及圣茹尔德马雷讷城市辐射区代替。此外，还将圣茹尔德马雷讷市镇整体看作一个“块区”（IRIS），以便于统计人口分布情况。

## 交通

### 公路
A63高速公路和多条朗德省省道在圣茹尔德马雷讷境内交汇。新阿基坦大区下属的城际客运提供校车线路，可前往周边部分市镇。
2019年，85.3%的圣茹尔德马雷讷家庭拥有至少一辆私人汽车。2019年，圣茹尔德马雷讷境内共发生各类交通事故2起，造成2人受伤，其中1人重伤。
| 10 | 3 |

| 蒙德马桑 | 68 |

| 达克斯 | 16 |

| 佩尔奥拉德 | 23 |

### 铁路

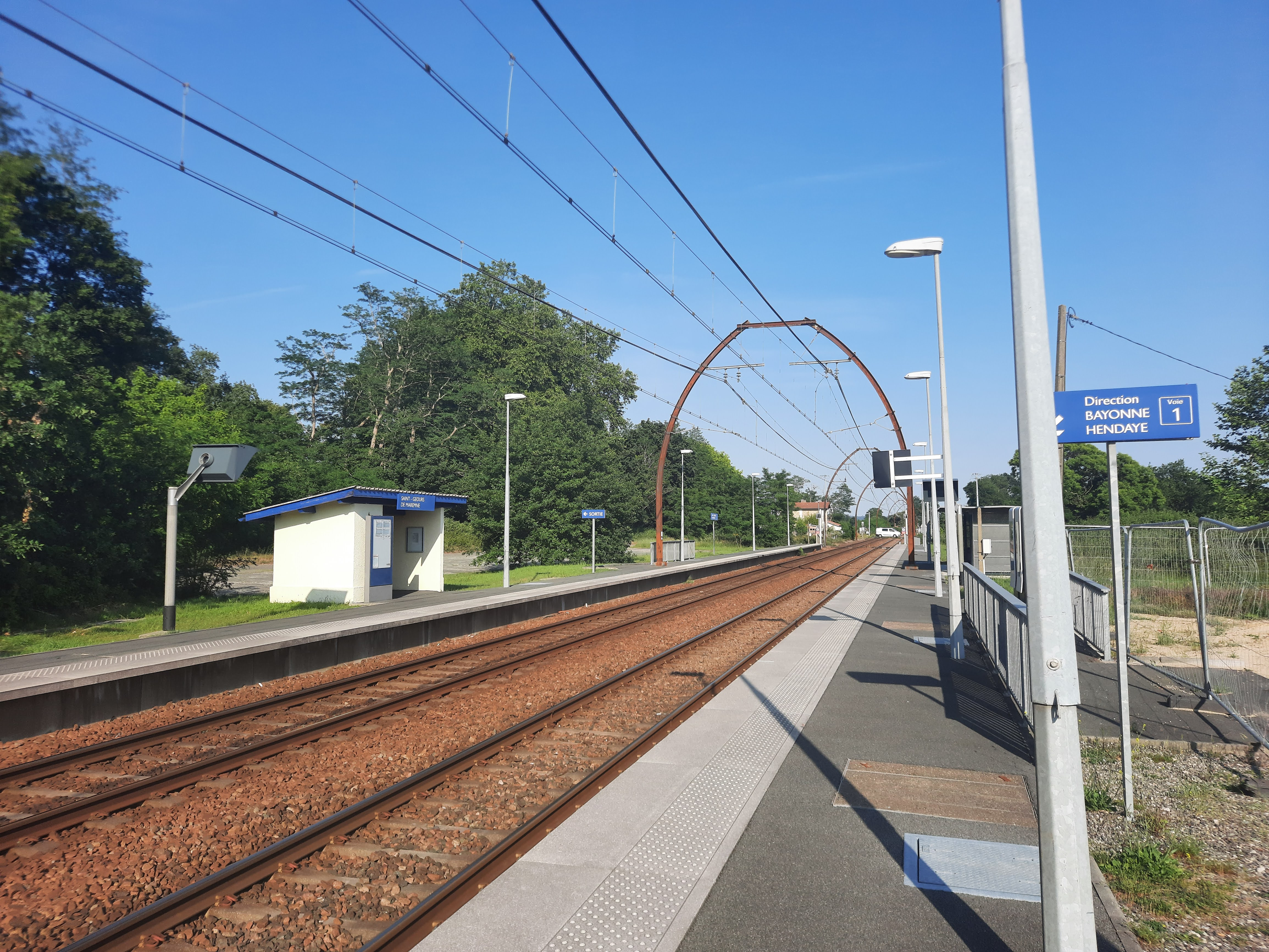
圣茹尔德马雷讷火车站

圣茹尔德马雷讷位于波尔多－伊伦铁路上。圣茹尔德马雷讷站位于市区南部，停靠往返于波尔多和达克斯一线的区域列车。

### 航空
距离圣茹尔德马雷讷最近的民用航空站为47公里外的巴约讷-比亚里茨机场。

### 城市公共交通
截至2023年4月，圣茹尔德马雷讷暂无城市公共交通系统。

## 政治

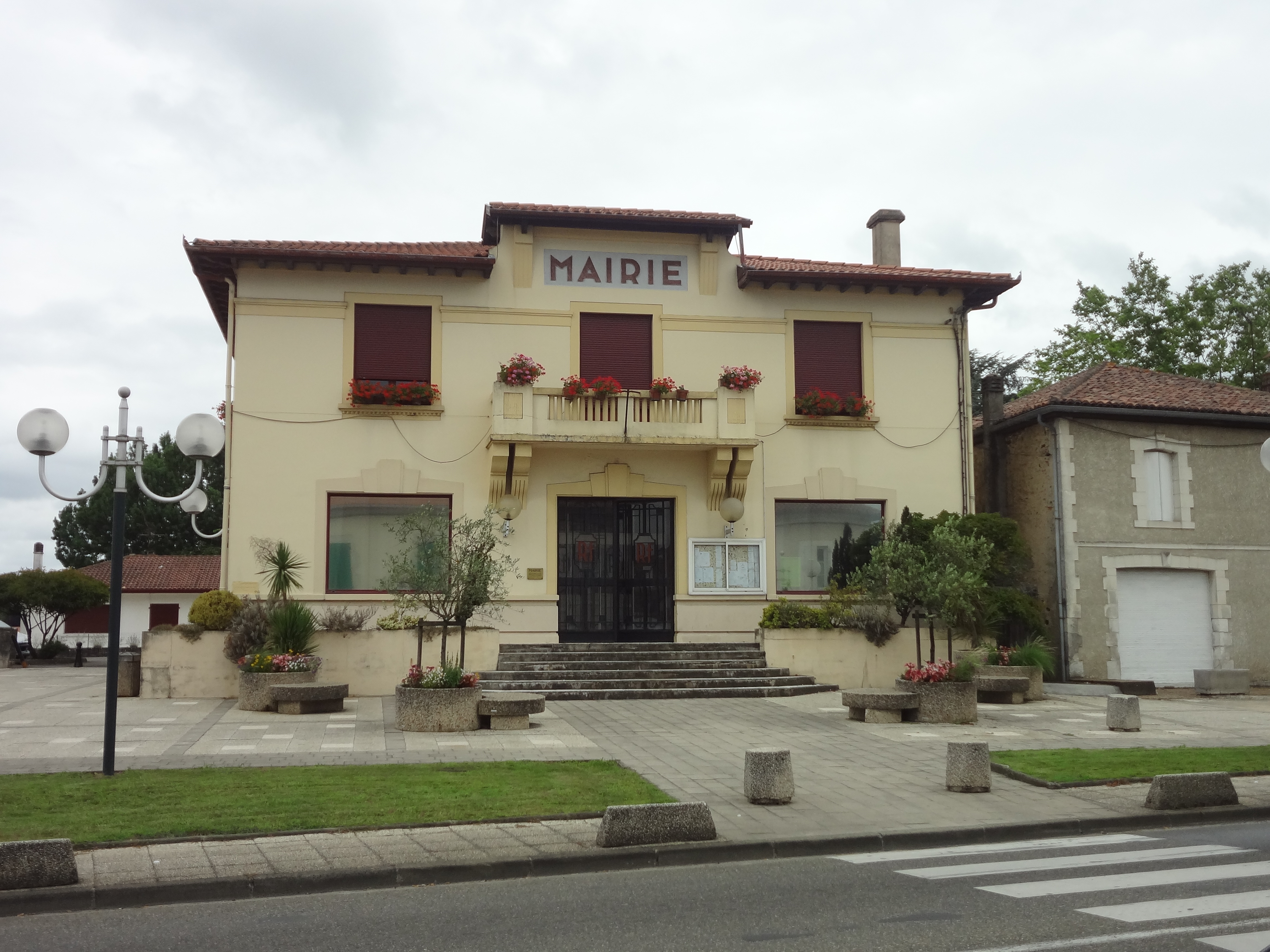
圣茹尔德马雷讷市政厅

圣茹尔德马雷讷的现任市长为马蒂厄·迪里贝里先生（Mathieu DIRIBERRY），他是一名无党派人士，在2020年的市政选举中获得了59.15%的支持率。
在2022年的法国总统大选中，法国第25任总统埃马纽埃尔·马克龙在圣茹尔德马雷讷获得了53.7%的支持率。

## 人口
2019年，圣茹尔德马雷讷市镇人口数量为2,752，在法国排名第4,023位。其中男性1,362人，女性1,390人，75岁及以上人口占7.5%，外籍人口数量为96人，人口密度为64人/平方公里，当地居民被称为（男性）或（女性）。2020年，圣茹尔德马雷讷境内出生25人，死亡人口25人。
| 圣茹尔德马雷讷1901年－2020年人口变化情况 |
|                                          |
| 数据来源：Cassini、INSEE                 |

## 经济
圣茹尔德马雷讷是一个区域性的中心城市。截止2023年4月，圣茹尔德马雷讷市镇范围内共有各类用人单位（包含自雇）696家，平均历史为14年，其中96.84%为中小型企业（PME），2023年2月至4月间，当地的经济活力指数为0.57%。（道路建设）、（食品销售）及（蔬果销售）是当地2021年营业额最高的三个企业，分别为41,701,642欧元、24,410,452欧元和21,647,081欧元。

## 财政与居民收入
2021年，圣茹尔德马雷讷的财政收入总额为2,373,360欧元，财政支出总额为1,692,200欧元，当年的债务总额为239,450欧元。2021年，圣茹尔德马雷讷市镇通过增值税获得50,610欧元的收入，此外当地还共获得了949,580欧元的国家直接财政补助。
2020年，圣茹尔德马雷讷的人均月收入总额为2,063欧元，其中高级职员为3,592欧元，低于法国平均水平（4,230欧元）；中级职员为2,209欧元，低于法国平均水平（2,411欧元）；普通职员为1,682欧元，亦低于法国平均水平（1,740欧元）。
2019年，圣茹尔德马雷讷境内的青壮年（15至64岁）失业率为9.7%；当地51.4%的家庭拥有纳税资格，平均纳税2,303欧元，低于法国平均水平（3,910欧元）。

## 社会事务

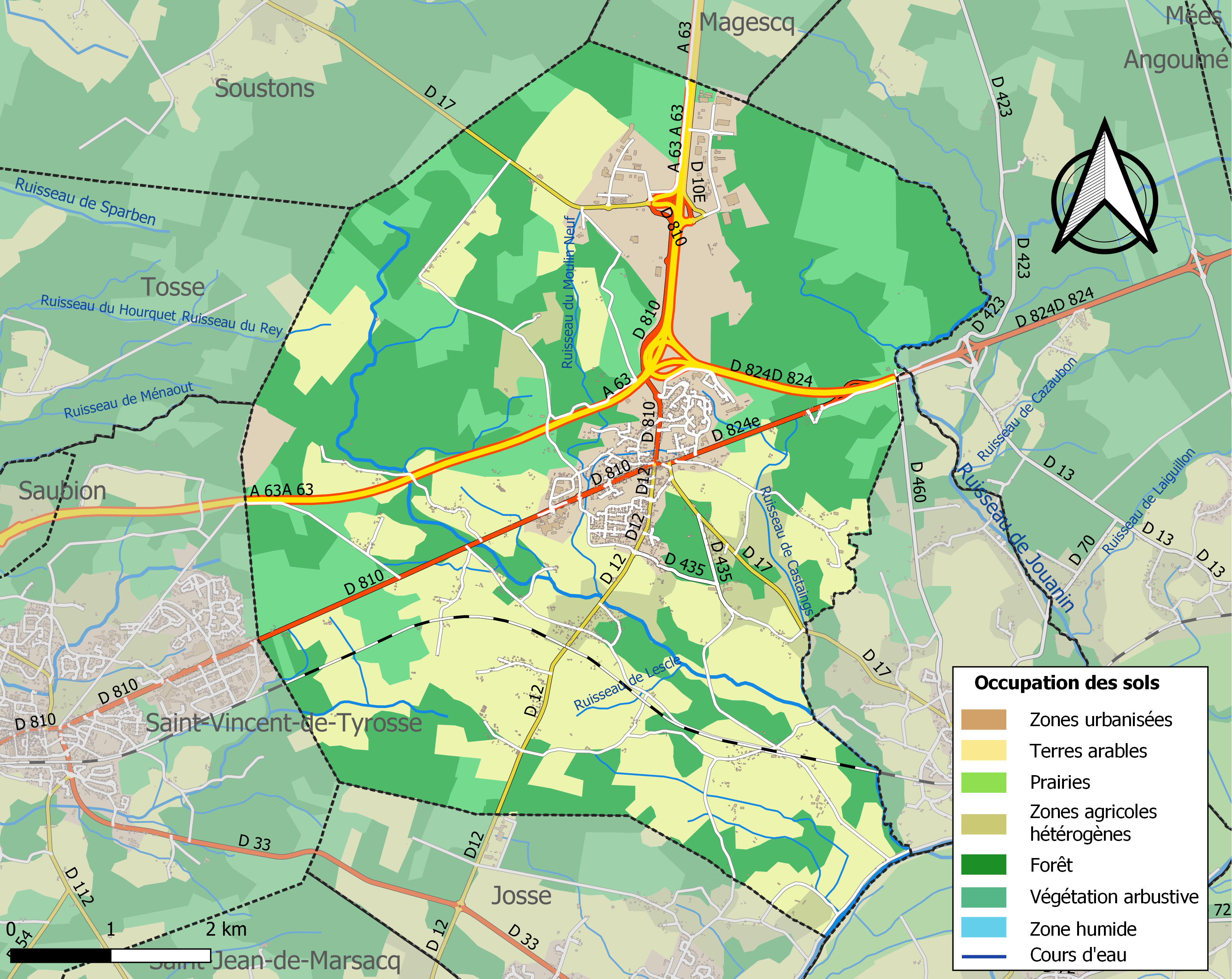
圣茹尔德马雷讷土地利用情况地图

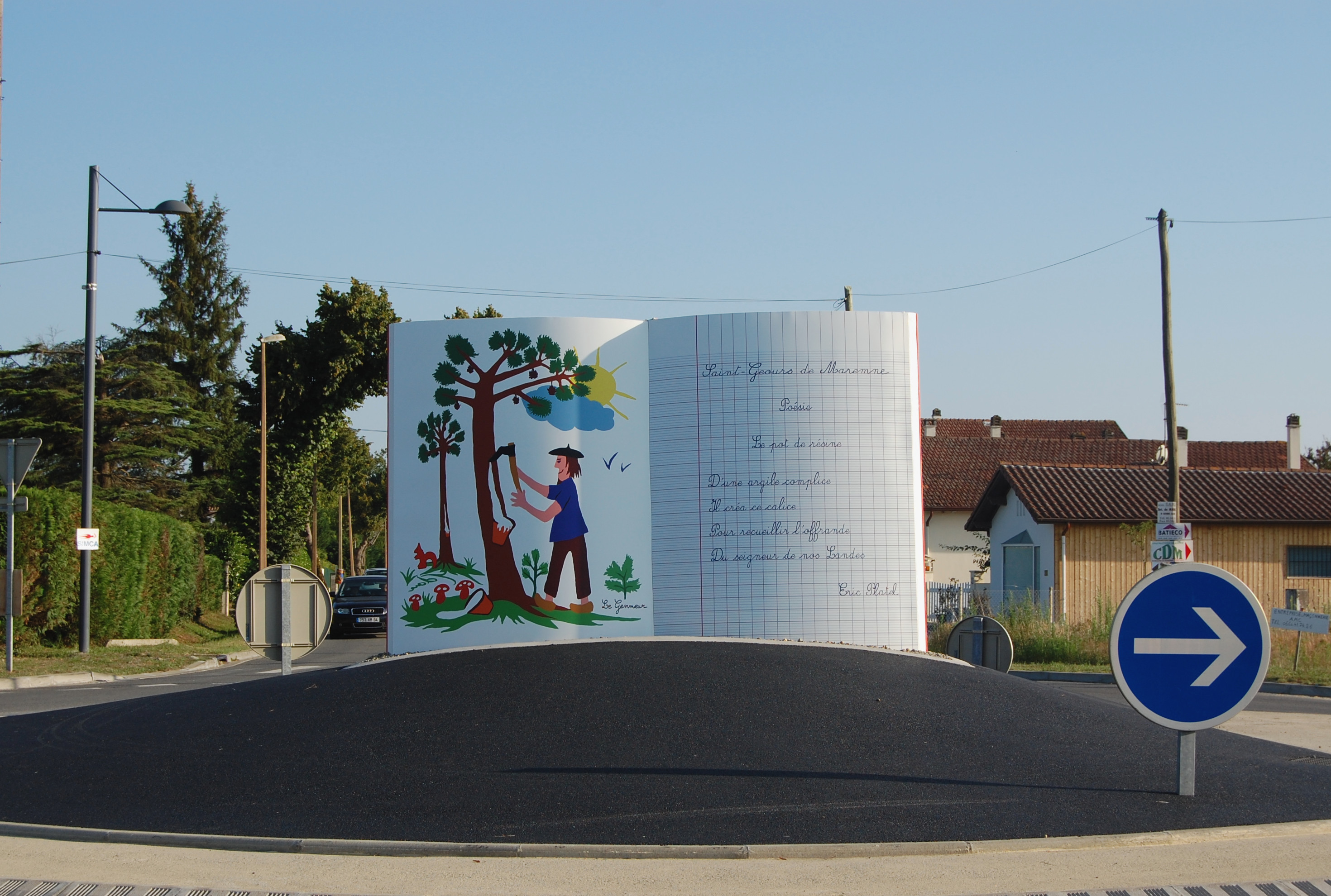
圣茹尔德马雷讷的一处环岛

### 教育
圣茹尔德马雷讷属于波尔多学区。截止2021年1月1日，圣茹尔德马雷讷境内共有1所小学和1所初级中学。2021至2022学年度，圣茹尔德马雷讷境内共有在校中等教育阶段学生481名。

### 医疗
截止2021年1月1日，圣茹尔德马雷讷境内共有全科医生2名、保健师5名、牙医2名、护士6名和助产士1名。境内共有药房1家。
距离圣茹尔德马雷讷最近的中心医院为达克斯中心医院（Centre Hospitalier de Dax），其主病区位于达克斯市区，距离圣茹尔德马雷讷市区的正常车程在20分钟以内，该院设有床位423个，是当地规模最大的公立综合性医院。

### 住房
2019年，圣茹尔德马雷讷境内共有各类住房1,300套，其中90.7%为独立式居民区，8.6%为集中式居民区。常住房屋占圣茹尔德马雷讷市镇范围内居民建筑总量的88.9%。
在住房保障政策方面，2021年，圣茹尔德马雷讷境内共有129户家庭获得了住房经济补助，受益人数占总人口数量的4.7%，其中101份为房租补助。

### 商业
2021年，圣茹尔德马雷讷境内共有各类实体商铺93家，其中餐厅4家、大型超市1家、杂货店1家、面包房2家、肉铺1家、美容美发店4家、汽车维修店7家。市区西部建有开放式商业街区，有Lidl等购物商场。

### 体育
2021年，圣茹尔德马雷讷境内共有1家游泳池、1间体育馆、3处网球场以及1处足球或橄榄球场。
截至2023年4月，圣茹尔足球俱乐部-卢马鲁斯体育联盟（FC Saint-Geours Lous Marous，编号533882）是圣茹尔德马雷讷境内唯一的一家注册足球俱乐部，其主队2022至2023赛季参加朗德省足球联赛甲组（法国第九级别），其主场为勒内·拉佩尔球场（Stade René Lapeyre）。

### 环境
圣茹尔德马雷讷的环境事务由其所属的马雷讷南阿杜尔海岸市镇公共社区联合各级政府协调负责。2021年，圣茹尔德马雷讷境内共有1家污染企业。

### 治安
圣茹尔德马雷讷及其附近的共150个市镇是达克斯国家宪兵队的管辖范围。2020年，该宪兵队累计记录各类案件5,703起，其中盗窃类案件2,946起，经济类案件1,022起，毒品交易类案件322起。

## 文化

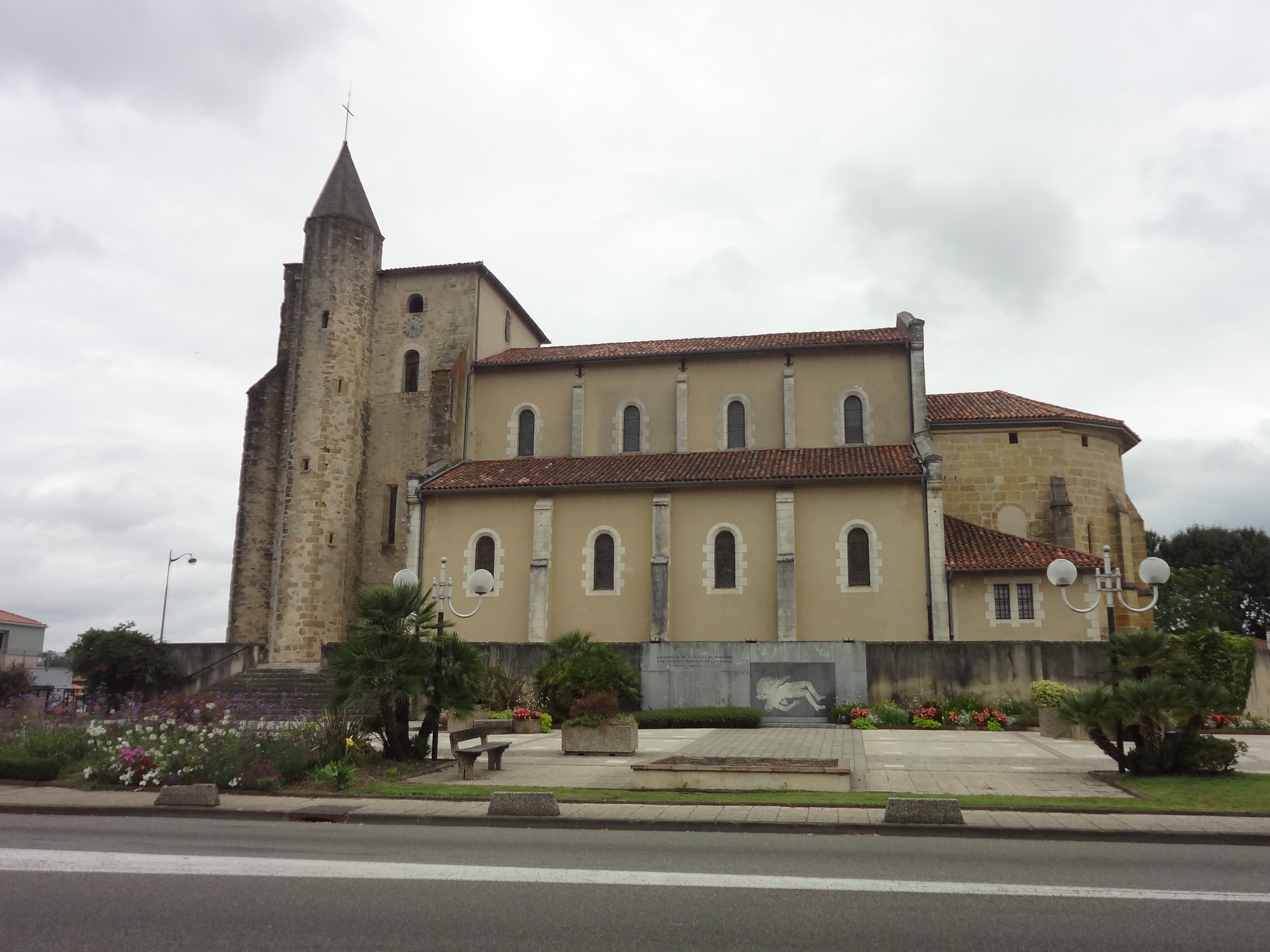
圣乔治教堂

2021年，圣茹尔德马雷讷境内暂无任何文化设施。

### 建筑
圣茹尔德马雷讷境内有多处历史建筑，其中镇中心的圣乔治教堂（Église Saint-Georges de Saint-Geours-de-Maremne）是法国国家文物保护单位。

### 旅游
圣茹尔德马雷讷的旅游事务由其所属的马雷讷南阿杜尔海岸市镇公共社区负责。2022年，圣茹尔德马雷讷境内共有1家酒店共计10间房间；另有1个露营地，可容纳共105辆露营车。

### 媒体
法国主要的媒体均可在圣茹尔德马雷讷接收，法国电视三台下属的新阿基坦大区频道在部分时段播出圣茹尔德马雷讷所在朗德省的地方新闻。《西南报》、蓝色法兰西加斯科涅广播、TVPI电视台等为当地主要的地方性媒体。

## 相关人物
法国工程师阿尔弗雷德·拉尔蒂格出生于圣茹尔德马雷讷。

## 友好城市
截至2023年4月，圣茹尔德马雷讷暂未建立任何友好城市关系。